# مقاطعة بردسكن
مقاطعة بردسكن هي أحدي مقاطعات محافظة خراسان رضوي في إيران. مركز هذه المقاطعة هي مدينة بردسكن. حسب إحصاءات سنة 1390 الشمسية كان يسكن هذه المقاطعة 72626 نسمة وعدد المساكن في المقاطعة حسب تلك الإحصاءات 21201 مسكن.

## المعالم الوطنية
- برج علي أباد
- برج فيروز أباد
- تل عبدل أباد
- تل فيروز أباد
- جامع بردسكن
- جامع سيف أباد
- جامع كوشة
- رباط كبودان
- صهريج باب الحكم
- صهريج خرم أباد
- صهريج ركن أباد
- صهريج سيد باقر
- صهريج قوجد أباد
- صهريج كوشة
- ضريح عبدل أباد
- قلعة دختر (درونة)
- قلعة دختر (كوهسرخ)
- قلعة رحمانية
- كهف درونة
- مرقد الله أباد
- مسجد حطيطة
- مسجد زيرك أباد
- مسجد شهر أباد
- منزل شازدة
- منزل علمي
- منزل علوي

## معرض الصور

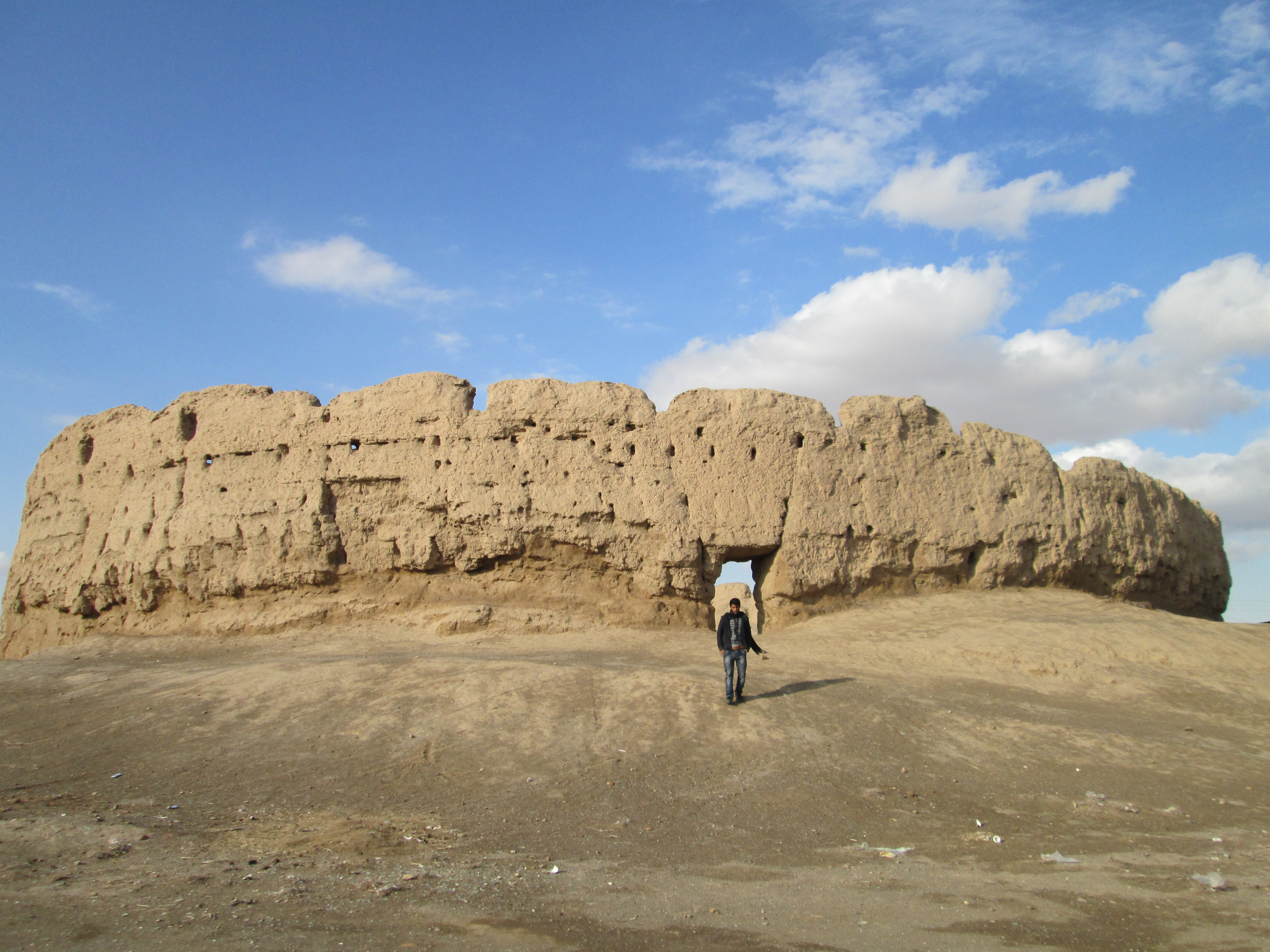
قلعة رحمانية
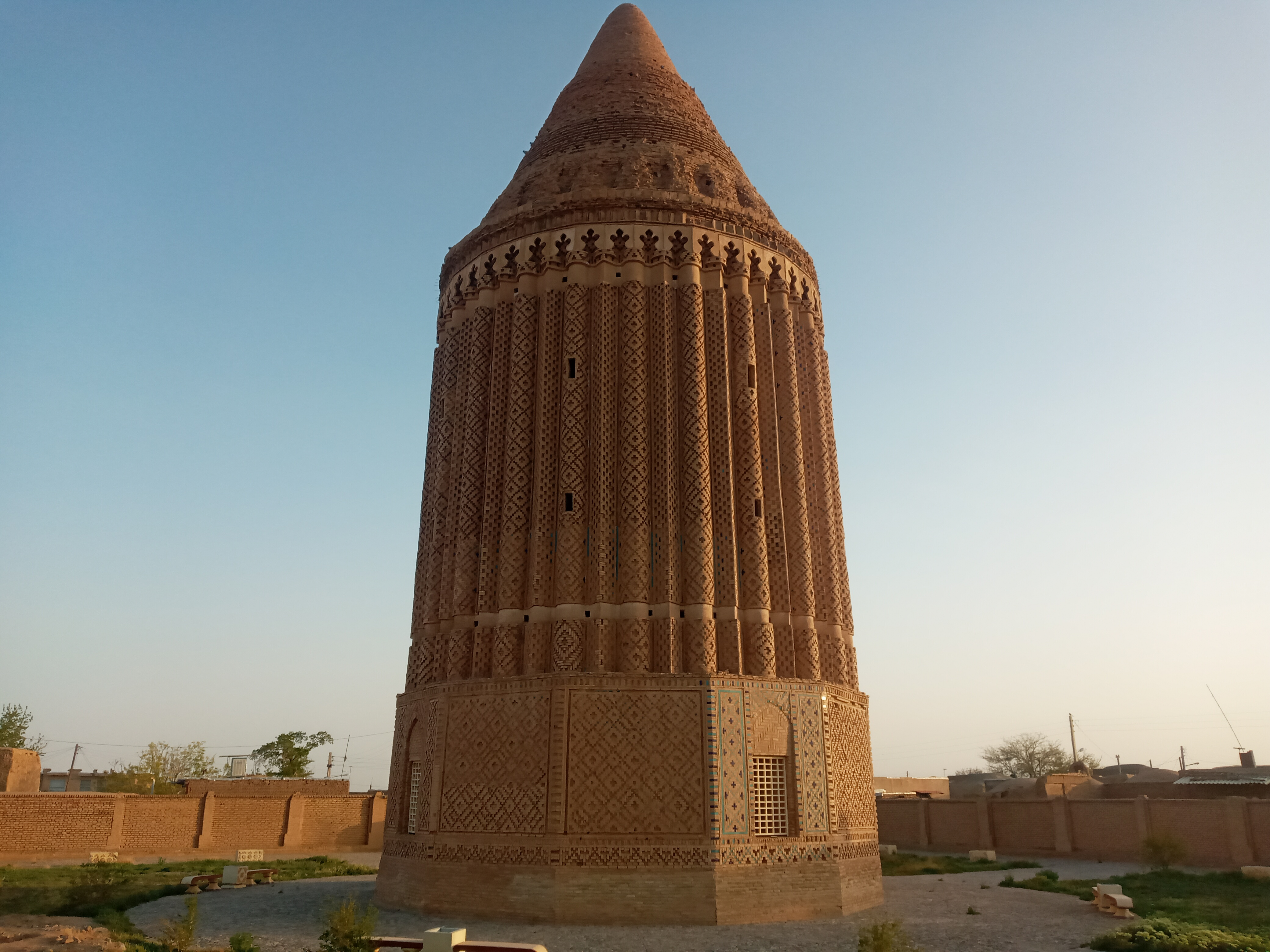
برج علي أباد
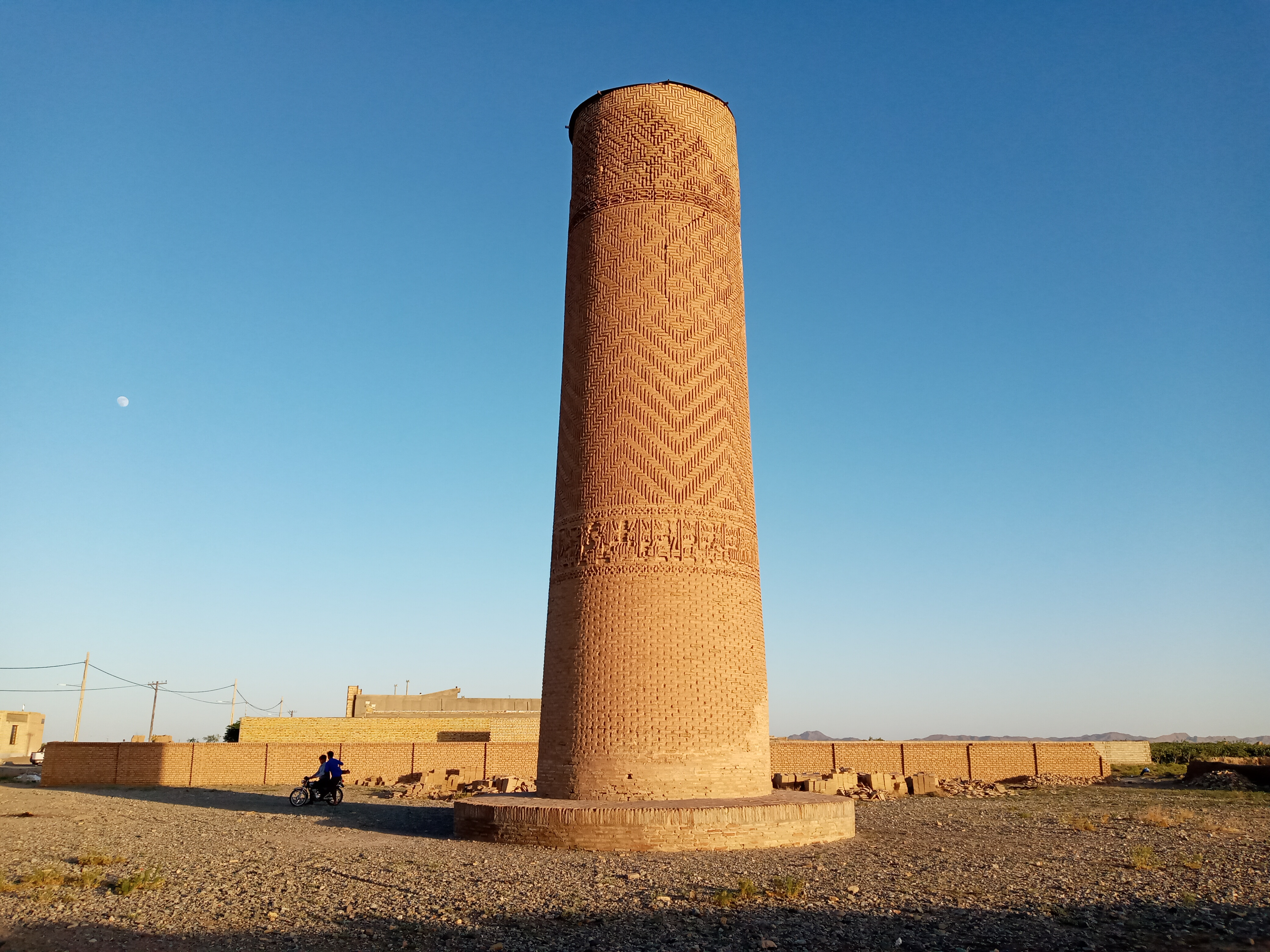
برج فيروز أباد
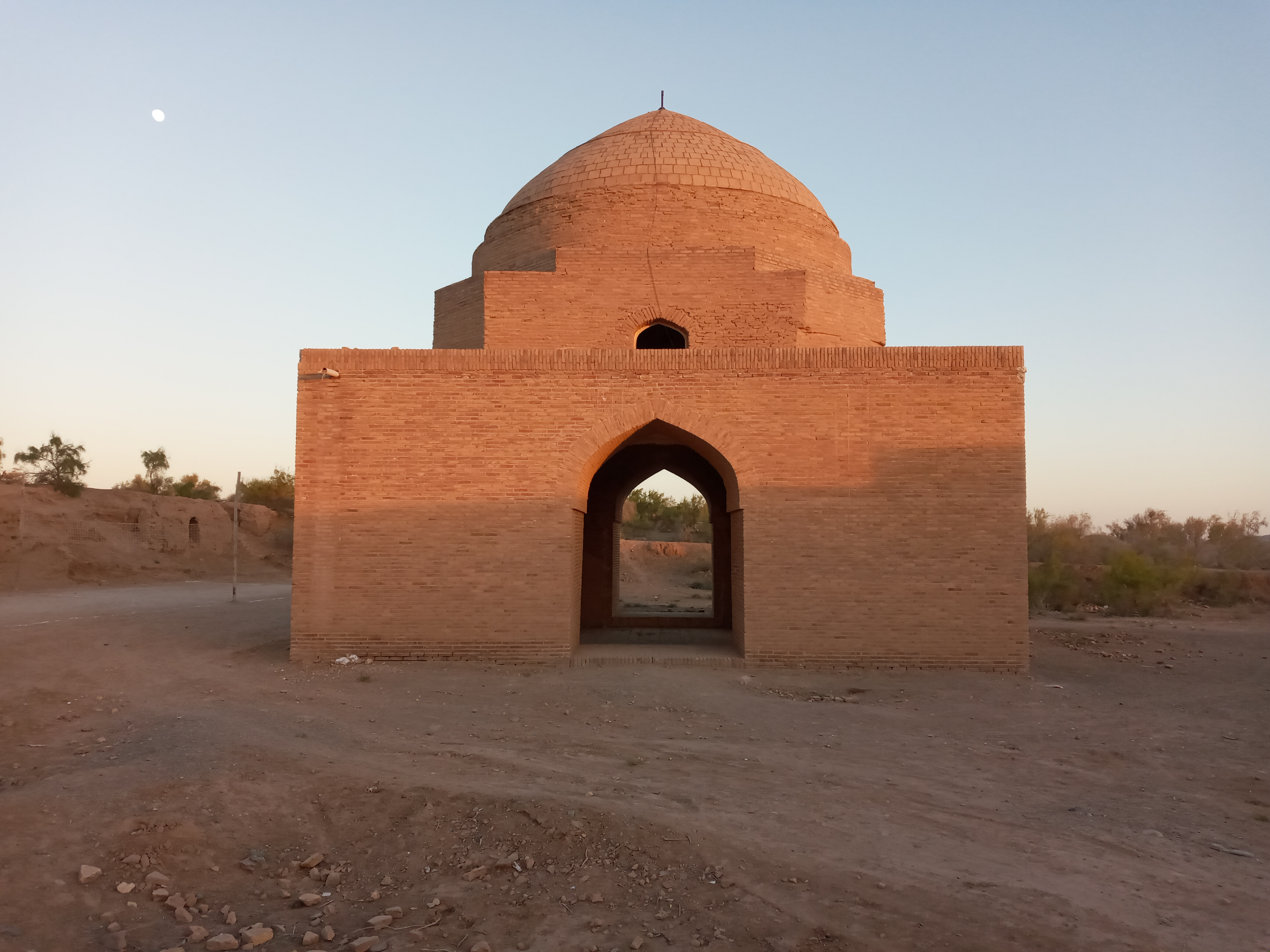
ضريح عبدل أباد